# آنا داسون
آنا داسون (انگلیسی: Anna Dawson؛ زادهٔ ۲۷ ژوئیهٔ ۱۹۳۷) بازیگر و کمدین اهل بریتانیا است. وی بین سال‌های ۱۹۶۵ تا ۱۹۹۵ میلادی فعالیت می‌کرد.
از فیلم‌ها یا مجموعه‌های تلویزیونی که وی در آن‌ها نقش داشته‌است، می‌توان به سکسپلورر، ای مرد خوش‌شانس! و بنی هیل شو اشاره نمود.